# Wilhelm Beyer
Pour les articles homonymes, voir Beyer.
Wilhelm Beyer (né le 22 mars 1885 à Hohenmölsen, arrondissement de Weißenfels et mort le 11 avril 1945 à Schermcke) est un homme politique allemand et fonctionnaire du NSDAP . 

## Biographie
Beyer grandi à Hohenmölsen et y étudie à l'école primaire, après quoi il travaille comme apprenti dans diverses entreprises industrielles. En 1902, il entre au 96e régiment d'infanterie à Naumbourg. En tant que candidat militaire, il rejoint la police royale de Kiel. En 1919, il passe au service postal comme assistant postal. Il est d'abord promu secrétaire de poste et après avoir passé l'examen administratif, il est promu secrétaire de poste principal. Le 1er octobre 1931, il quitte le service postal pour cause de maladie. 
Beyer rejoint le NSDAP en 1925. À partir de 1926, il est trésorier de la direction du district du NSDAP à Essen. À partir du 1er août 1928, il occupe le même poste à la Gauleitung Essen. Le 29 novembre 1930, il est élu conseiller municipal à Essen. 
Après la « prise de pouvoir » national-socialiste, il obtient un mandat au Reichstag en novembre 1933 dans la circonscription 23 (Düsseldorf Ouest), dont il sera membre jusqu'en 1945. Au sein de la SA, Beyer est promu Standartenführer le 30 janvier 1937 et Oberführer du groupe SA Niederrhein. Dans son dernier poste, il est chef du Gauhauptamt et chef de la section principale du NSDAP. Beyer est décédé lors d'un voyage d'affaires à Hambourg lors d'opérations de combat au cours des dernières étapes de la Seconde Guerre mondiale . 